# Dejavnik tveganja
Dejavnik tveganja je v medicini prirojeni, podedovani ali pridobljeni dejavnik (značilnost, ravnanje ali vidik življenjskega sloga), ki ogroža zdravje ali predstavlja tveganje, da bo kdo zbolel. Dejavnik tveganja izkazuje povezavo oziroma korelacijo za nastanek določene bolezni, vendar pa še ne pomeni, da med dejavnikom tveganja in boleznijo obstaja vzročni mehanizem. Z nekatere dejavnike tveganja je sicer vzročnost dokazana (na primer za kajenje pri razvoju srčno-žilnih bolezni, debelost pri razvoju sladkorne bolezni tipa 2).
Izraz (v angleščini kot risk factor) je skoval bivši vodja velike klinične raziskave Framingham Heart Study, v kateri ugotavljajo vpliv življenjskega sloga na zdravje. Izraz je prvič uporabil v članku iz leta 1961, objavljenem v strokovni reviji Annals of Internal Medicine.